# Giorgio Venturi
Giorgio Venturi (Salerno, 23 giugno 1966) è un ex pesista italiano, che ha partecipato alle Olimpiadi di Atlanta 1996.

## Palmarès
| Anno | Manifestazione | Sede    | Evento         | Risultato | Misura  | Note |
| ---- | -------------- | ------- | -------------- | --------- | ------- | ---- |
| 1996 | Olimpiadi      | Atlanta | Getto del peso | 19º       | 18,98 m |      |

## Campionati nazionali
- 1 volta campione nazionale indoor nel getto del peso (1989)